# The Circle (muziekgroep)
The Circle is een voormalige Nederlandse metalband. De band is opgericht door Robert Westerholt en Ernst van der Loo (voormalig lid van Pyathrosis). 
De band werd versterkt door toetsenist Martijn Spierenburg en bassist Jeroen van Veen. In december 1992 bracht The Circle een demo uit, genaamd Symphony nr. 1. Deze werd enthousiast ontvangen. Later kwam ook gitarist Arjan Groenedijk bij de band en ging Van der Loo enkel verder als zanger. Medio 1993 werd Van der Loo lid van de deathmetalband Severe Existence. Met medewerking van zangeres Carmen van der Ploeg (Xenomorph) namen de achtergebleven bandleden twee nummers op voor het verzamelalbum DSFA 6. Gitarist Groenedijk werd lid van de band Surface Tension. Tijdens de opnames van het eerste album van de band in 1994 werd Robert Westerholt uit de band gezet. Hij ging daarna verder met Within Temptation, terwijl de rest van de band het album afmaakte onder de nieuwe naam Voyage.

## Bezetting
- Jeroen van Veen - basgitaar (1992-1995)
- Martijn Spierenburg - drummer, toetsenist (1992-1995)
- Robert Westerholt - gitarist, zang (1993-1995)
- Carmen van der Ploeg - zangeres (1993-1995)
- Arjan Groenedijk - gitarist (1992-1993)
- Ernst van der Loo - gitarist, zanger (1992-1993)

## Discografie
The Circle
- Symphony no. 1 (demo) (1992)
- Promo 1993 (demo) (1993)
- Promo.tape (demo) (1993)
- Demo (demo) (1995)
- Embrace promo cassette (demo) (1996)

Voyage
- Embrace Promotape (demo) (1995)
- Embrace (studioalbum) (1995)